# Голяма редунка
Голяма редунка (Redunca arundinum) е вид африканска антилопа от семейство Кухороги (Bovidae). Териториални животни са. Младите обикновено са самотни, с изключение на сухия сезон, когато понякога се образуват стада до двадесет антилопи. Активни са денем.

## Разпространение
Голямата редунка обитава долините и планинските райони на Ангола, Ботсвана, Зимбабве, Замбия, Мозамбик и северната част на ЮАР.

## Описание
Височината при холката е средно 85 cm и с тегло около 70 kg. Те са сиво-кафяви с бял корем. Мъжките имат леко извити рога с дължина около 35 cm, които растат назад и след това се извиват напред.

## Хранене
Хранят се с трева и тръстика.

## Размножаване
Възрастните мъжки образуват двойка с женска, която пазят от други мъжкари.